# Iti (mitologia)
Iti (in greco antico: Ἴτυς?, Ítys) è un personaggio della mitologia greca, figlio di Tereo re di Tracia e di Procne.

## Mitologia
Fu ucciso dalla propria madre (Procne) e fatto a pezzi per essere cucinato e dato in pasto al padre come vendetta al fatto che quest'ultimo avesse privato della lingua sua sorella Filomela dopo averla violentata. 

In precedenza Filomela, per comunicare la violenza subita dal cognato riprodusse le immagini dello stupro tessendo una tela e porgendola a Procne.